# Largo Winch (videogioco)
Largo Winch è un videogioco del 2002 pubblicato dalla Ubisoft.
Il protagonista è l'omonimo Largo Winch, personaggio di Jean van Hamme, appartenente al mondo dei fumetti. Il successo ottenuto e il genere avventuroso ne hanno fatto un soggetto ideale per avventure grafiche, adatto ad un pubblico senza particolari esigenze dal punto di vista spettacolare o dell'azione di gioco.

## Trama
Largo è figlio di Nerio Winch, un ricchissimo uomo d'affari fondatore nel 1947 della Winch Corporation. L'impero viene gestito fino al 1981 da Nerio Winch, e con la sua morte passa tutto nelle mani di Largo. Nel corso della storia Largo viaggerà in tutto il mondo per portare a termine la sua missione; tra le varie location troviamo New York, Veracruz, Messico, Siberia, Russia, Sardegna e persino l'isola segreta di Nerio: Sarjevane, nel Mare Adriatico.